# Vampýrská akademie
Vampýrská akademie (angl. Vampire Academy) je série šesti knih americké autorky Richelle Mead. Knihy vypráví příběh dhampýrky Rosemarie „Rose“ Hathawayové, která je strážkyní a nejlepší kamarádkou morojské princezny Vasilisy „Lissy“ Dragomirové.

## Knihy
Celá původní série má šest knih. Příběh je psán v ich-formě z pohledu Rose. Autorka také napsala spin-off sérii Pokrevní pouta, jež je vzhledem k Vampýrské akademii zasazena do budoucnosti, čítá též šest dílů a pojednává o alchymistce Sydney Sageové.

### Původní série
1. Vampýrská akademie (angl. Vampire Academy), 2007 (ČR 2009), ISBN 978-80-7303-468-9
2. Mrazivý polibek (angl. Frostbite, 2008), 2010, ISBN 978-80-7303-511-2
3. Stínem políbená (angl. Shadow Kiss, 2008), 2010, ISBN 978-80-7303-523-5
4. Krvavý slib (angl. Blood Promise, 2009), 2010, ISBN 978-80-7303-547-1
5. Spoutáni magií (angl. Spirit Bound, 2010), 2010, ISBN 978-80-7303-569-3
6. Poslední oběť (angl. Last Sacrifice, 2010), 2011, ISBN 978-80-7303-598-3

### Spin-off sériePokrevní pouta
1. Pokrevní pouta (angl. Bloodlines), 2011, ISBN 978-80-7303-675-1
2. Zlatá lilie (angl. The Golden Lily), 2012, ISBN 978-80-7303-765-9
3. Indigové kouzlo (angl. The Indigo Spell), 2013, ISBN 978-80-7303-904-2
4. Ohnivé srdce (angl. The Fiery Heart), 2014, ISBN 978-80-7303-964-6
5. Stříbrné stíny (angl. Silver Shadows), 2014, ISBN 978-80-7498-045-9
6. Rubínový kruh (angl. The Ruby Circle), 2015, ISBN 978-80-7498-075-6

## Svět vampýrů

### Morojové

#### Vnější popis
Morojové jsou živí vampýři. Kromě jídla potřebují sice k životu krev, avšak lidi nezabíjejí a krmí se na tzv. dárcích, lidech, jež jsou ochotni vyměnit svou krev za rauš, který navozují endorfiny v upířích slinách. Moroje unavuje pobyt na slunečním světle, proto má většina z nich vzhledem k lidem obracený spánkový režim. Po vzhledové stránce jsou podobní lidem, ale mají delší špičáky a bývají bledší, velmi vysocí a hubení, jelikož jezením jídla nepřibírají.

#### Vládní uspořádání
Morojové mají vlastní nezávislou vládu: z dvanácti královských rodů je volen panovník, který má takřka neomezené pravomoci, avšak nemůže prosadit žádné rozhodnutí bez svolení alespoň poloviny členů Rady, v níž zasedá jeden zástupce z každé královské rodiny. Po smrti nebo abdikaci panovníka proběhnou další volby, v nichž však rodina, jejichž člen byl předešlým panovníkem, nemůže představit svého kandidáta. Tím je zajištěna politická diverzita a zamezeno situaci, kdy by si jeden rod po staletí uzurpoval trůn. Volby probíhají formou tří zkoušek, jež mají za cíl prověřit nejen schopnosti kandidátů smysluplně vládnout, nýbrž i jejich oddanost lidu a dobrotu srdce, a následného hlasování.

#### Morojská magie
Každý vampýr má moc nad jedním z fyzických živlů – zemí, vodou, vzduchem či ohněm – či nad pátým, psychickým elementem zvaným éter. Éter byl znovuobjeven během prvního dílu Vampýrské akademie, kdy se ukázalo, že jím vládne princezna Lissa (a v minulosti také svatý Vladimír a morojská profesorka Soňa Karpová), která byla do té doby považována za nespecializovanou. Uživatelé éteru dokaží v různé míře uzdravovat lidi, zvířata i rostliny, vidět aury, používat telekinezi, přimět ostatní podřídit se jejich vůli pomocí tzv. „nátlaku“, komunikovat s ostatními ve snech a v krajním případě také oživit mrtvé. Cenou za tyto obrovské magické schopnosti je však velká psychická nevyrovnanost, jež může při nadměrném užívání magie vést až k trvalému pomatení; mnozí uživatelé éteru se proto snaží sílu éteru otupovat omamnými látkami či fyzickou bolestí.
V případě oživení zemřelé osoby se mezi uživatelem éteru a zmrtvýchvstalým vytvoří psychické pouto. Vzkříšený člověk, který je nazýván „stínem políbený“, skrz toto propojení cítí vše, co prožívá uživatel éteru. Těsně po vytvoření pouta nedokáže stínem políbený tyto vhledy do mysli uživatele éteru nijak kontrolovat – zvláště v okamžicích, kdy uživatel éteru zažívá silné emoce –, postupem času a tréninkem je však možné naučit se spojení odstínit.
Morojové dříve používali magii k boji proti Strigojům, ale dnes je ochraňují magicky zabezpečené prostory a dhampýří strážci.

### Dhampýři
Dhampýři jsou napůl lidé a napůl Morojové. Jejich rasa vznikla v dobách, kdy svazky Morojů a lidí nebyly naprosté tabu, jako je tomu v současnosti. Mezi sebou se nemohou rozmnožovat, avšak z jakéhokoliv spojení dhampýra a Moroje vzniká opět dhampýr. Dhampýři jsou téměř k nerozeznání od lidí; snáší dobře sluneční světlo, nepotřebují k přežití krev a po fyzické stránce se od lidí liší pouze svou větší odolností a vytrvalostí. To umožňuje Morojům a dhampýrům koexistovat v míru: většina dhampýrů se stává strážci Morojů a na oplátku je jim zaručena budoucnost jejich rasy. Vážné vztahy mezi Moroji a dhampýry však nejsou běžné.

### Strigojové
Strigojové jsou nemrtví vampýři, kteří mohou vzniknout z Morojů, dhampýrů, ale i lidí. Po fyzické stránce se poznají podle červených očí a bílé pleti.
Moroj se stane Strigojem tak, že při pití krve svou oběť úplně vysaje. Dhampýři a lidé se ve Strigoje změní tak, že jim Strigoj nejdříve vypije veškerou krev a poté jim dá napít své vlastní. Při přeměně, tzv. „probuzení“, lidská podstata oběti zmizí; Strigojové si libují v zabíjení a mučení a nedokáží cítit lásku ani výčitky svědomí.
Strigojové nedokáží ovládat morojskou magii, avšak mají velmi vyvinuté schopnosti nátlaku. Jakékoliv setkání s morojskou magií jim ubližuje, a proto je kromě dekapitace a spálení jeden ze způsobů, jak zabít Strigoje, také probodnutí jeho srdce stříbrným kůlem nabitým čtyřmi fyzickými elementy. Strigojové se dále nedokáží se pohybovat po svaté půdě ani na slunci, ale vládnou obrovskou fyzickou silou, která se stupňuje s množstvím krve vypité počínaje probuzením. Jejich vyhledávanou krmí jsou Morojové.
V posledním díle série, Poslední oběť, učiní Rose s Lissou odhalení, které pravděpodobně navždy změní morojský svět: Strigojové se mohou znovu stát vampýry, když je probodne uživatel éteru stříbrným kůlem nabitým uzdravovací mocí éteru. V prvním dílu série Pokrevní pouta se dále dozvídáme, že zpět proměnění lidé získávají imunitu a nemohou být opět probuzeni, ani pokud někoho zabijí při pití krve.

### Alchymisté
Alchymisté jsou lidé, kteří se od středověku, kdy objevili vampýří krev jakožto komplexnější a dokonalejší látku než zlato, starají o utajení existence Morojů a Strigojů před lidmi. Náplní jejich práce je především udržování pořádku ve Strigoji hustě obydlených oblastech po celém světě – odklízení mrtvol Strigojů, zahlazování stop po jejich útocích a podobně. Sledují však také pohyby Morojů a morojskou politickou scénu a snaží se o prevenci zločinů a občanské války.
Cech alchymistů je tajná a velice přísně organizovaná společnost, jejíž úřad se předává z generace na generaci. Disponuje značnými finančními prostředky, sítí kontaktů po celém světě a rozsáhlou databází Morojů, Strigojů a dhampýrů, ale i policejních sil. Na tváři mají alchymisté zvláštní zlaté tetování lilie, v nichž obsažená vampýří krev zlepšuje jejich imunitní systém a zároveň obsahuje nátlak, aby nemohli s nezasvěcenci hovořit o existenci vampýrů.
Drtivá většina alchymistů věří v Boha, avšak nehlásí se k žádné konkrétní církvi. Za poslání mají šíření dobra a světla ve světě a ochranu lidí. Přestože jsou často nuceni úzce spolupracovat s Moroji a dhampýry, obecně jsou přesvědčeni, že Morojové jsou zvrácené a nepřirozené stvůry, a dhampýry považují jen za o něco málo lepší. Pro alchymisty, kteří se s Moroji jakýmkoli způsobem sblíží, existují nápravná centra, kde za krutých podmínek probíhá tzv. „převýchova“.
V knize Rubínový kruh, posledním díle série Pokrevní pouta, se zásluhou hlavní hrdinky Sydney Sageové alchymisté rozhodnou výměnou za informace o zrádcích ve vlastních řadách nápravná centra zrušit.

## Děj

### 1. Vampýrská akademie
Dhampýrka Rose a její kamarádka, morojská princezna Lissa, byly nuceny uprchnout z Akademie svatého Vladimíra, ale po dvou letech schovávání ve světě lidí byly nalezeny strážci a odvedeny zpět. Rose musí za trest veškerý svůj volný čas věnovat tréninku na strážkyni, aby dohnala vše, co zameškala. Jejím učitelem je Dimitrij Belikov, jeden ze strážců, kteří je našli. Po nějaké době se začne Rose s Dimitrijem sbližovat, ale svým citům se oba brání. Nejenže je Dimitrij jejím učitelem, ale je i o sedm let starší a především se má společně s Rose stát Lissiným strážcem, tj. naplno se soustředit jen na princezninu ochranu. Morojové mají vždy přednost, a tak lásce mezi dhampýry nebývá přáno.
Před dvěma lety se stala ošklivá autonehoda, při které zemřela celá Lissina rodina, a ona se tak stala poslední žijící členkou královského rodu Dragomirů. Při této nehodě zemřela i Rose, ale Lissa ji oživila svojí magií, které se říká éter. Díky tomu také získávají své pouto (Rose je stínem políbená), kdy Rose dokáže vycítit, kde Lissa je a dokonce se i „dostat Lisse do hlavy“. Díky tomu se z ní stala ideální strážkyně pro Lissu. Moc éteru je velká, ale dokáže ho ovládat jen pár lidí a někteří by mohli chtít jeho moc i zneužít.
Na škole se začínají dít podivné věci a jejich terčem je Lissa. Bude Rose schopná ji včas zachránit? A kdo stojí za těmito událostmi?

### 2. Mrazivý polibek
Rose a Lissa se ještě pořádně nevzpamatovaly ze setkání s Viktorem Daškovem a už se množí útoky Strigojů na královské rodiny Morojů. Přestává být bezpečno i ve škole a tak se vedení školy rozhodne, že na Vánoce se všichni přesunou do luxusního horského střediska.
Lissa začala chodit s Christianem Ozerou. Christian patří mezi královské, ale jeho rodina upadla v nemilost, když se jeho rodiče stali dobrovolně Strigoji. Tehdy ho chtěli také přeměnit na Strigoje, ale zachránila ho jeho teta Taša. Ta se teď objevuje na akademii a je dokonce starou známou Dimitrije. Nabízí mu, aby se stal jejím strážcem a že by spolu mohli mít i nějaký bližší vztah. Rose pochopitelně začne žárlit, ale uvědomuje si své priority (Lissu) a začíná se scházet se svým kamarádem Masonem Ashfordem, taktéž dhampýrem.
Strážci se dovídají, že v nedelakém městě se nachází Strigojové, kteří nejspíš mají na svědomí masakry královských rodin a hned tři studenti se vydávají na lov - Mason, jeho kamarád dhampýr Eddie Castile a morojka Mia Rinaldiová, které zabili Strigojové matku. Když se to Rose dozví, okamžitě se vydává společně s Christianem kamarádům na pomoc. Jenže všichni se ocitají uvěznění ve Strigojském sídle a jde jim o život...

### 3. Stínem políbená
Rose dostala své první dvě molnijské značky (tetování, které se dostává za zabití Strigoje), na které se kdysi ohromně těšila. Teď ji ale vůbec netěší. Neustále si vyčítá Masonovu smrt. Dokonce si začíná připadat jako blázen, když se jí začne zjevovat jeho duch se smutným výrazem ve tváři.
Na akademii se přistěhoval i Adrian Ivaškov, kterého Rose s Lissou poznaly na horském středisku. Adrian taktéž dokáže ovládat éter a na akademii je proto, aby s Lissou pracovali na možnosti jeho využití. Musejí se ale vypořádávat s nepříjemnými vedlejšími účinky - labilitou způsobenou éterem. Lissa stále musí brát antidepresiva, která jí od používání magie odříznou. Adrian se s tím vypořádává alkoholem a cigaretami. Po čase ale Lissa vysazuje léky a snaží se naučit se se vším vypořádat. Přijdou na to, že Rose dokáže temnotu z ní skrz pouto vtahovat do sebe.
Rose a Dimitrij se snaží své city dál popírat, ale po záchvatu Rose, kdy přijala temnotu od Lissy už nedokáží vzdorovat svým citům a dohodnou se, že po ukončení akademie požádá Dimitrij o jiné přidělení, aby mohli být spolu. Vtom se ale Rose zjevuje Mason se slovy: „Oni... přicházejí“ - Strigojové napadli školu. Dokáže Rose všechny včas varovat? A dokáže ochránit dva lidi, na kterých jí nejvíc záleží?

### 4. Krvavý slib
Z Dimitrije se stal Strigoj a Rose ví, co musí udělat. Najít ho a osvobodit = zabít. Odchází tedy ze školy a vydává se na Sibiř, do rodného Dimitrijova města - Baji. S tím jí pomáhá alchymistka Sydney. Rose přichází na jednu užitečnou věc... díky tomu, že je stínem políbená, dokáže vycítit Strigoje.
Ve škole odstupuje současná ředitelka Kirová a nastupuje na její místo ředitel Lazar. S sebou si také přivedl své děti Reeda a Avery. Avery a Lissa se stávají kamarádkami a Avery dokonce začne chodit s Adrianem. Jenže Lissa se začíná propadat do temnoty a Rose je daleko...
Poté, co se dostane do rodiny Belikových, jim musí Rose oznámit zprávu o Dimitrijově smrti. Setkává se zde i s manželi Oksanou a Markem. Oksana taktéž dokáže používat éter a Mark je její stínem políbený. Varuje Rose před spojení s duchy. Rose se setkává s tajemným Morojem Abem Mazurem tzv. Zmejou, který si přeje, aby z Baji co nejdřív odešla. Rose nakonec odchází s partičkou dhampýrů, kteří na vlastní pěst jezdí na lov Strigojů. Díky tomu nachází Dimitrije. Dokáže opravdu Dimitrije zabít, jak sama sobě slíbila a také včas zachránit Lissu?

### 5. Spoutáni magií
Rose úspěšně odmaturovala jako nejlepší z ročníku a vydává se s Lissou na královský dvůr. Začíná chodit s Adrianem a také začíná spřádat plán, jak zachránit Dimitrije. Při svých cestách po Sibiři se od Oksany dozví, že údajně někdo dokázal proměnit Strigoje zpět. Tím někdo je Robert Doru - nevlastní bratr Viktora Daškova, který nyní sedí v nejpřísněji střeženém vězení a odmítá spolupracovat. Jedinou šancí je ho odtamtud dostat... Rose se proto s Lissou a s Eddiem opět vydává na cesty...
Lissa si získává obdiv ostatních královských a usmiřuje se i s Christianem. Ale nemůže se stát členkou rady, protože je jediná členka rodu Dragomirů. Rose se ale dovídá, že její otec měl nemanželské dítě. Podaří se Rose vypátrat pravdu?
Dimitrij je odhodlaný Rose zabít. Neustále ji sleduje a nakonec se k ní dostává skrz Lissu a Christiana. Jenže Lissa přivede Dimitrijovu duši a z něj se tak opět stává dhampýr. Rose je šťastná a myslí si, že zas bude vše jako dřív. Opak je pravdou. Dimitrij s ní odmítá mluvit a nechce ji už nikdy vidět.
Vše se mění v okamžiku, kdy Rose zatknout za vraždu královny... a jediný možný trest je poprava.

### 6. Poslední oběť
Příběh začíná tak, jak na konci pátého dílu skončil - ve vězení. Rose čeká na poslední soud, který se odložil kvůli pohřbu královny. Soudu už se ale nedočká. Místo toho Lissa a další přátelé připraví Rosin a Dimitrijův útěk. Na své cestě se Rose opět setkává s alchymistkou Sydney. Rose, Dimitrij a Sydney teď mají podle plánu čekat. Rose ale u posledního soudu dostala dopis od královny, kde jí královna píše, že Lissin otec měl nemanželské dítě a tím tedy dalšího Dragomira. Kdyby se dítě našlo, mohla by se Lissa dostat do rady a volit. Rose se tedy vydává toto dítě najít. Přidávají se k ní i další staří známí - Viktor Daškov a jeho nevlastní bratr Robert Doru. Rose se dovídá, že s případem dítěte je spojená její bývalá profesorka Soňa Karpová, která se ale dobrovolně stala Strigojkou kvůli éteru. S pomocí Roberta, který ovládá éter, ji proměňují zpět na Morojku. Poté je Soňa dovede až k místu bydliště ztraceného Dragomira. Tím je Jill Mastranová. Díky udání Jillinina nevlastního otce musí Rose s Dimitrijem zmizet a Jill skončí v rukou Viktora a Roberta, kteří s ní mají vlastní plány. Nakonec je ale Rose, Dimitrij a Sydney dopadnou a Rose Viktora v návalu vzteku zabije. Pak už spěchají i společně s Jill na královský dvůr, aby zaujala své místo po boku své sestry jako princezna Dragomirová.
Při své cestě se dávají opět dohromady Rose s Dimitrijem. Dimitrij pochopí, že udělal chybu, když Rose celou tu dobu odmítal. Rose, která už tak ví, že patří k Dimitrijovi, se po sdělení Soni Karpové, která vidí aury (její a Dimitrijova aura se rozzáří pokud jsou spolu), se samozřejmě rozhoduje pro Dimitrije.
Lissa mezitím kandiduje na královnu, aby získala Rose více času na nalezení důkazu. Musí se zúčastnit zkoušek, pokud jimi projde, dostává se přímo do samotné volby. Problém je ten, že nemůže být zvolena, když nemá žádnou rodinu... Lissa zatím bere jako podezřelou Adrianovu matku - Danielu.
Pravda vyplývá na povrch, když se Rose dovídá další šokující informace a odhalí vraha přímo na královském dvoře při volbě nové královny Morojů. Dokáže opět včas zachránit Lissu? Dokáže zachránit sebe? A jak dopadne Lissina kandidatura na královnu?

## Film /Tv show
Společnost Preger Entertainment koupila práva k filmovému zpracování. Byl vybrán režisér a to Mark Waters (Mezi námi děvčaty, Kronika rodu Spiderwicků). Do hlavních rolí byli vybráni: Zoey Deutchová alias Rosemarie Hathawayová, Danila Kozlovskij alias Dimitrij Belikov, Lucy Fryová alias Vasilisa Dragomirová. Premiéra filmu byla proběhla 14. února 2014, avšak tato adaptace se nesetkala s velkým úspěchem.
V roce 2022 se začal natáčet seriál v Olité, Španelsko. Hlavní role - Sisi Stringer (Mortal combat) jak Rosemarie 'Rose' Hathawayová, Daniela Nieves (Every witch way) jak Vasilisa 'Lissa' Dragomir,Kieron Moore (Sex education) jak Dimitri Belikov a André Dae Kim (Degrassi:Next class) jak Christian Ozera. Dále Jonetta Kasier-Sonya Karp,Drew Liner-Mason Ashfor, Leo Woodall-Adrian Ivashkov,Max Parker-Mikhail Tanner etc. Režíruje ho Julie Plec a Marguerite Macintyre (The vampire diaries). První série, která ma 10 dílu výjde 15.09.22.